# Kunsthistorisches Museum

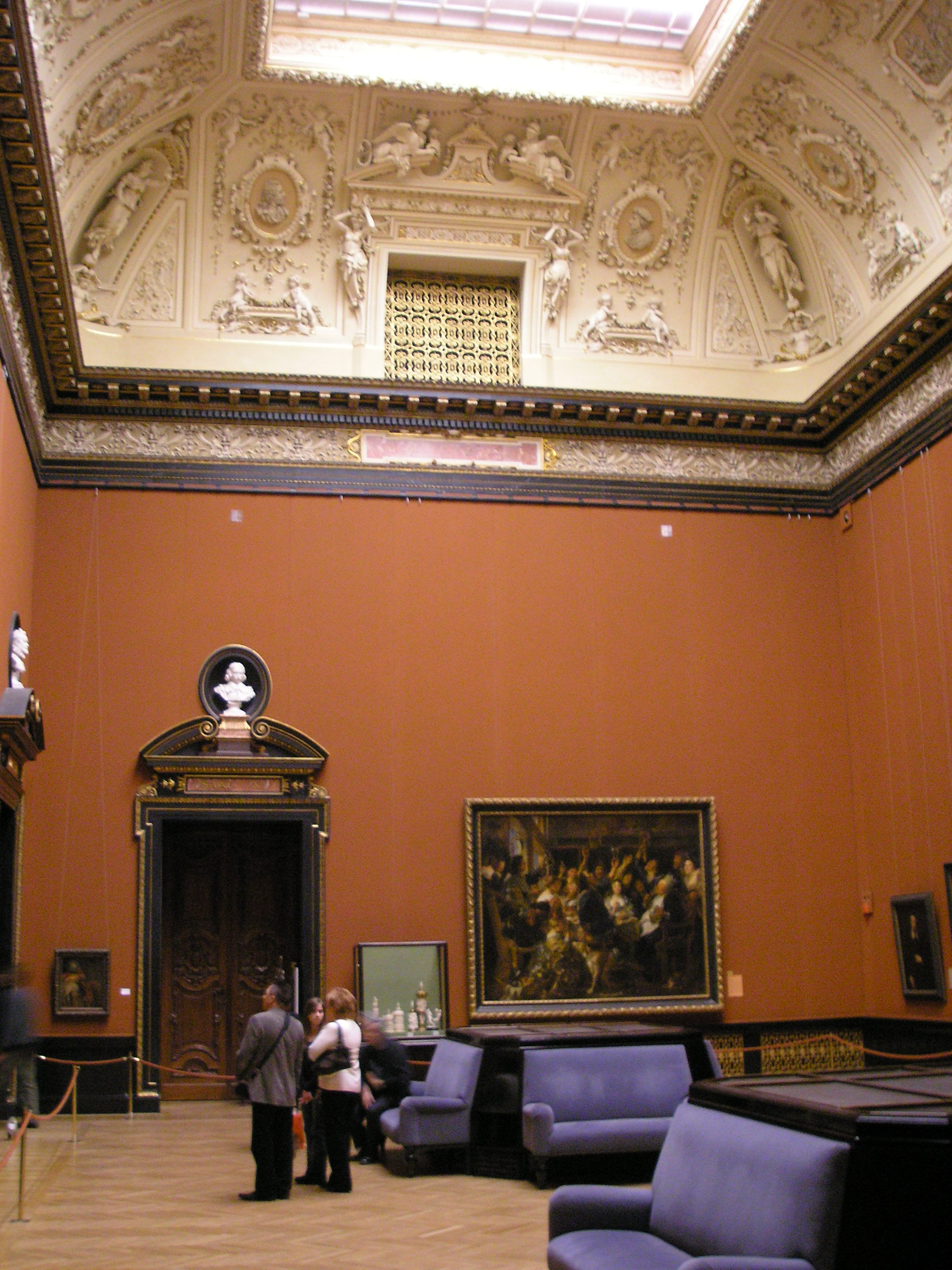
Ett av gallerierna

Kunsthistorisches Museum (KHM) är ett konstmuseum i Wien, med en av världens största samlingar av äldre konst. Museet är ett palats beläget på Ringstrasse i de centrala delarna av staden.

## Samlingar
Museet har en stor samling målningar av bland andra: 
- Rogier van der Weyden
- Hans Memling
- Jan van Eyck: Kardinal Niccolo Alberti (1435)
- Pieter Bruegel d.ä.: Babels torn (1563), Barnamorden i Betlehem, Jägarna i snön och Årstiderna
- Peter Paul Rubens: Pälsen (1635–40)
- Anthonis van Dyck
- Giorgione: De tre filosoferna
- Pieter de Hooch: Kvinna med sitt barn vid bröstet (1663–35)
- Gerard ter Borch: Kvinna som skalar äpplen (1661)
- Jacob van Ruisdael: Stor skog (1655–60)
- Rembrandt van Rijn: Hannah (1635)
- Johannes Vermeer: Målarkonsten (1665)
- Tizian: Zigenarmadonna (1510), Danaë och Nymf och herde (1570–75)
- Giovanni Bellini: Ung kvinna gör toalett (1515)
- Parmigianino: Självporträtt i en konvex spegel (1523 eller 1524)
- Tintoretto: Susanna i badet (1555)
- Giuseppe Arcimboldo: Sommar (1563)
- Annibale Carracci
- Caravaggio: Rosenkransmadonnan (1606–07)
- Jean Fouquet: Hovnarren Gonella (1440–45)
- Nicolas Poussin: Förstörelsen av templet i Jerusalem (1638)
- Thomas Gainsborough: Suffolklandskap (ca 1750)
- Joshua Reynolds
- Thomas Lawrence
- Albrecht Dürer: Tio tusen kristnas martyrium (1508), Tillbedjan av den heliga Treenigheten (1511), Madonna med päron (1512)
- Lucas Cranach d.ä.: Kristi korsfästelse (1501), Kurfurst Fredrik den vises hjortjakt (1529)
- Hans Holbein d.y.: Porträtt av Jane Seymour (1536–37)
- Diego Velázquez: Porträtt av infantinnan Margarita Teresa (1659)
- Vincent van Gogh: Landskap vid Auvers (1890)

I museet finns Skanderbegs svärd och hjälm. Svärdet väger cirka 15 kilogram. En annan berömt föremål i samlingarna är Frans I:s saltkar (1540–43) av Benvenuto Cellini. Andra samlingar täcker orientaliska och egyptiska fornfynd, grekiska och romerska fornlämningar, skulptur och konsthantverk och mynt och medaljer.